# 沃迪纳 (艾奥瓦州)
沃迪納（英語：Wadena）是一個位於美國愛荷華州費耶特縣的城市。

## 地理
沃迪納的座標為42°50′26″N 91°39′23″W / 42.84056°N 91.65639°W，而該地的平均海拔高度為269米（即883英尺）。

## 人口
根據2010年美國人口普查的數據，沃迪納的面積為1.92平方千米，當中陸地面積為1.92平方千米，而水域面積為0.00平方千米。當地共有人口262人，而人口密度為每平方千米136人。